# Venturia argentina
Venturia argentina là một loài tò vò trong họ Ichneumonidae.